# Edwin Theodor Saemisch
Edwin Theodor Saemisch (Luckau, 30 settembre 1833 – Bonn, 29 settembre 1909) è stato un oculista tedesco.

## Biografia
Nel 1858 conseguì il dottorato in medicina presso l'Università di Berlino, in seguito come assistente di Albrecht von Graefe (1828-1870) a Berlino e di Alexander Pagenstecher (1828-1879) a Wiesbaden. Nel 1867 divenne professore associato presso l'Università di Bonn e nel 1873 ottenne il titolo di "professore ordinario".
Saemisch si specializzò nei disturbi agli occhi, in particolare malattie della congiuntiva, sclera e cornea. Fu accreditato per aver fornito le descrizioni della congiuntivite primaverile e di un tipo di ulcera corneale chiamata "ulcus serpens corneae". Con Alfred Carl Graefe (1830-1899), cugino di Albrecht von Graefe, fu co-editore di un manuale a più volumi sull'oftalmologia intitolato Handbuch der gesammten Augenheilkunde.

## Opere principali
- Klinische Beobachtungen aus der Augenheilanstalt in Wiesbaden. Con Arnold Pagenstecher (1837-1913) e Alexander Pagenstecher. Wiesbaden, 1861-1862.
- Beiträge zur normalen und pathologischen Anatomie des Auges, Leipzig, 1862.
- Handbuch der gesammten Augenheilkunde (di Edwin Theodor Saemisch e Alfred Carl Graefe).
  - Prima edizione, (17 volumi) nel 1874-1889.
  - Seconda edizione, (15 volumi in 41) 1899-1918.
  - Terza edizione, nel 1912.
- Das Ulcus corneae serpens und seine Therapie; eine klinische Studie. Bonn, 1870.